# Fensterbach
Fensterbach je obec v zemském okrese Schwandorf v Bavorsku, ve vládním obvodě Horní Falc. Obecní úřad sídlí ve Wolfringu.

## Geografie
Obec se nachází v regionu Horní Falc-Sever. Z hlediska přírodního prostoru se Fensterbach nachází v Hornofalcké pahorkatině.

### Sousední obce
Sousedními obcemi (ve směru hodinových ručiček od severu) jsou: Schmidgaden, Schwarzenfeld, Schwandorf v zemském okrese Schwandorf a Ebermannsdorf a Freudenberg v zemském okres Amberg-Sulzbach.
| Růžice kompasu | Freudenberg 15 km   | Schmidgaden 4 km    | Schmidgaden 4 km   | Růžice kompasu |
| Růžice kompasu | Ebermannsdorf 12 km | Sever               | Schwarzenfeld 6 km | Růžice kompasu |
| Růžice kompasu | Ebermannsdorf 12 km | Fensterbach         | Schwarzenfeld 6 km | Růžice kompasu |
| Růžice kompasu | Ebermannsdorf 12 km | Jih                 | Schwarzenfeld 6 km | Růžice kompasu |
| Růžice kompasu | Ebermannsdorf 12 km | Ebermannsdorf 12 km | Schwandorf 12 km   | Růžice kompasu |

## Historie

### Název místa
Název obce je odvozen od řeky Fensterbach, která protéká územím obce a vlévá se do Náby. Poprvé se připomíná v roce 1350 jako Veusterbach a v roce 1355 jako Fewsterbach. Jeho základem je pravděpodobně raně germanisované praslovanské *Bystrica ("Wildbach"), kterému Bavoři již nerozuměli a doplnili ho o -bach.
Území obce patřilo pod berní úřad Amberg a zemský soud Nabburg v Bavorském kurfiřtství.